# (8125) Tyndareus
(8125) Tyndareus ist ein Asteroid aus der Gruppe der Jupiter-Trojaner. Damit werden Asteroiden bezeichnet, die auf den Lagrange-Punkten auf der Bahn des Jupiter um die Sonne laufen.
(8125) Tyndareus wurde am 30. September 1973 von den niederländischen Astronomen Cornelis Johannes van Houten, Ingrid van Houten-Groeneveld und Tom Gehrels am Palomar-Observatorium entdeckt. Er ist dem Lagrangepunkt L4 zugeordnet.
Der Asteroid wurde am 11. April 1998 nach der mythologischen Figur des Tyndareos benannt, dem König von Sparta und Vater von Klytaimnestra und Helena.